# De Court

Familiewapen van De Court

De Court is een van oorsprong Frans geslacht waarvan leden sinds 1817 tot de Nederlandse adel behoren en dat in 1900 uitstierf.

## Geschiedenis
De stamreeks begint met François de Court die in 1580 als koopman wordt vermeld te Etaples (Picardië). Een directe afstammeling, François de Court (1668-1751) kwam in 1683 naar de Nederlanden en vestigde zich te Dordrecht. Diens kleinzoon werd op 28 januari 1817 ingelijfd in de Nederlandse adel. Met een kleindochter van hem stierf het geslacht in 1900 uit.